# Bora Bora
Bora Bora is een atol gelegen in de Stille Oceaan tussen Australië en Zuid-Amerika. Het eiland behoort samen met onder andere Tahiti en Moorea tot Frans-Polynesië en ligt zo'n 260 kilometer ten noordwesten van de hoofdstad Papeete. Het eiland bestaat uit een uitgedoofde vulkaan, de 727 meter hoge Mont Otemanu, en een door een rif omgeven lagune.
In het jaar 2007 telde het eiland 8.927 inwoners. De grootste plaats is Vaitape (4.927 inwoners); het hele eiland bevat een gelijknamige gemeente. De oorspronkelijke naam luidde Pora Pora, dat in het Tahitiaans 'eerstgeborene' betekent.

## Geschiedenis
Het atol werd waarschijnlijk in de vierde eeuw door Polynesiërs gekoloniseerd. Hoewel Bora Bora al in 1722 werd gezien door de Nederlander Jacob Roggeveen, duurde het tot 1777 voordat James Cook als eerste Europeaan voet aan wal zette.
In 1842 werd Bora Bora een Frans protectoraat.

### Tweede Wereldoorlog

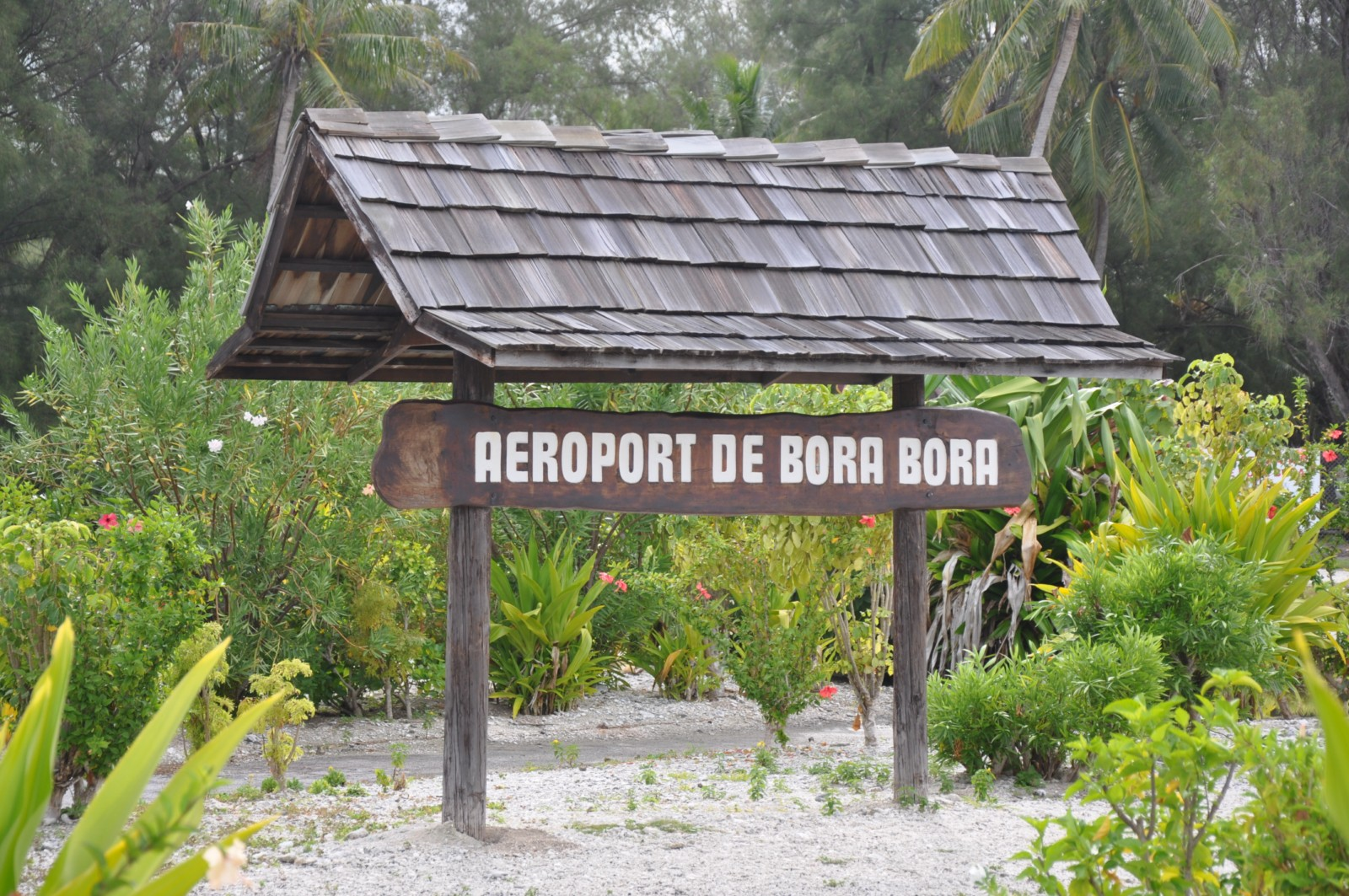
Bord op het vliegveld van Bora Bora

Tijdens de Tweede Wereldoorlog vestigde de Verenigde Staten in 1942 er een militaire basis. Onder andere werd er een landingsbaan en een oliedepot aangelegd en het werd een basis voor watervliegtuigen. De basis werd tijdens de oorlog niet aangevallen en op 2 juni 1946 opgeheven.
Veel Amerikanen hadden het er zo naar hun zin dat ze weigerden te vertrekken. Sommigen zijn uiteindelijk met harde hand van het eiland verwijderd.

## Verkeer
Lange tijd bleef Bora Bora het enige internationale vliegveld van Frans-Polynesië, maar het kon nooit grote vliegtuigen aan. Deze situatie bleef duren tot 1962, toen het Aéroport international de Tahiti-Faa'a geopend werd nabij Papeete. Het vliegveld van Bora Bora wordt gebruikt door Air Tahiti en het kleinere Air Moana.

## Toerisme
Het eiland is vooral bekend om de weelderige natuur en luxueuze resort, het is geliefd bij welgestelde toeristen uit allerlei landen, waaronder pasgetrouwde stellen. Jaarlijks zijn er ongeveer 200.000 toeristen.
Frans is de officiële taal van Frans-Polynesië, maar de Engelse taal wordt steeds populairder als omgangstaal, zeker onder jongeren.

## Afbeeldingen

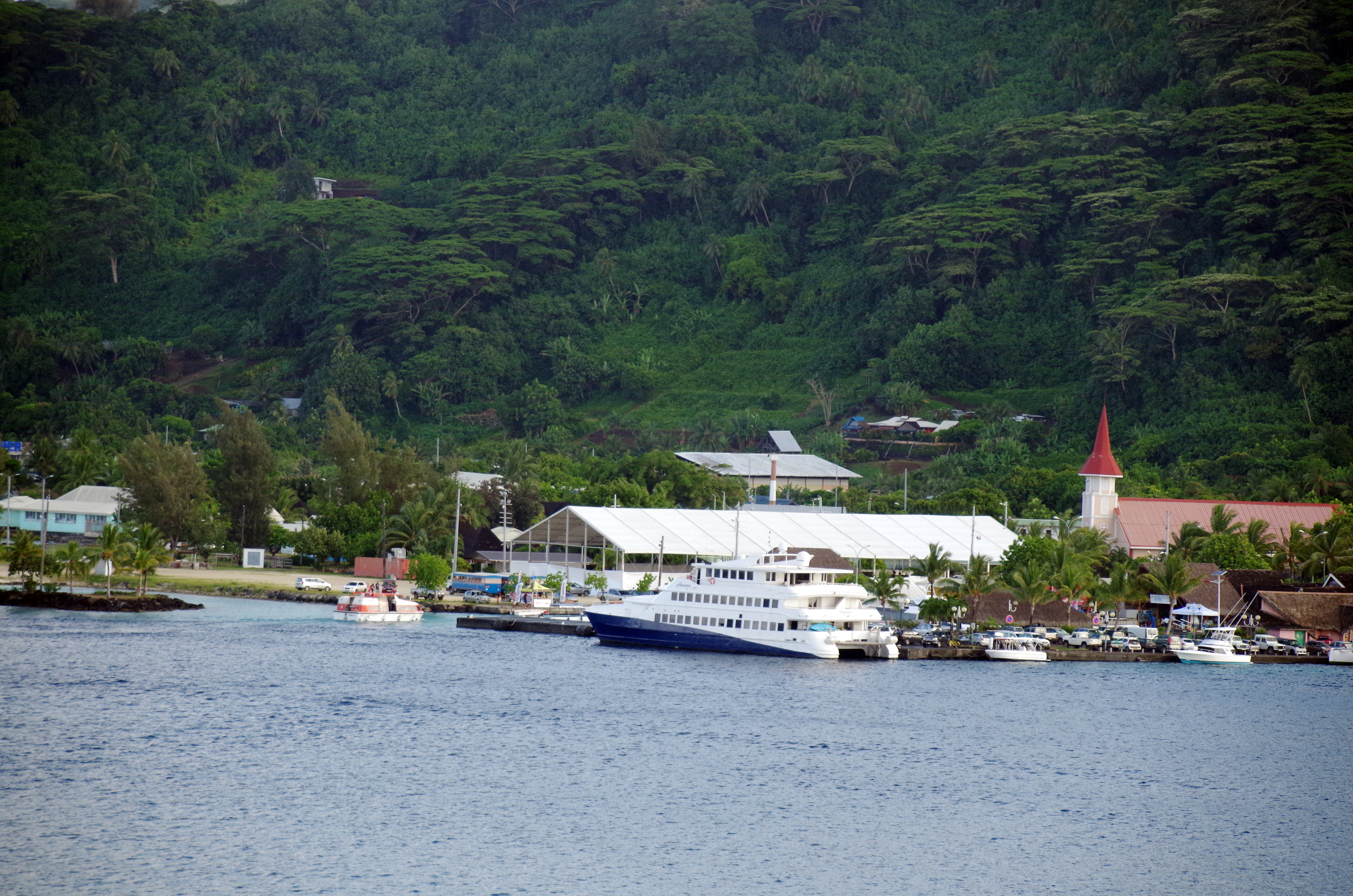
Vaitape, de grootste plaats
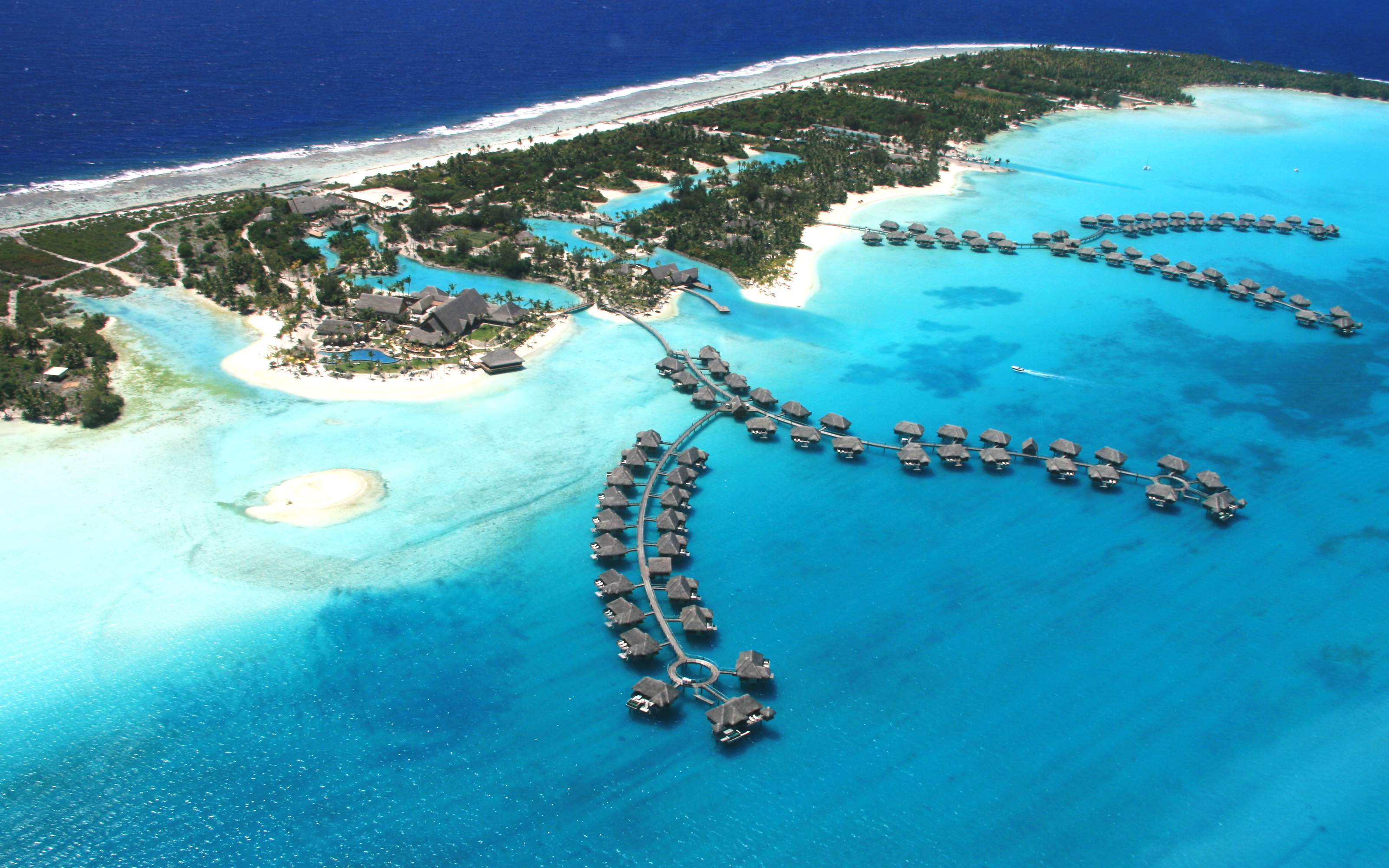
Luchtfoto van de lagune
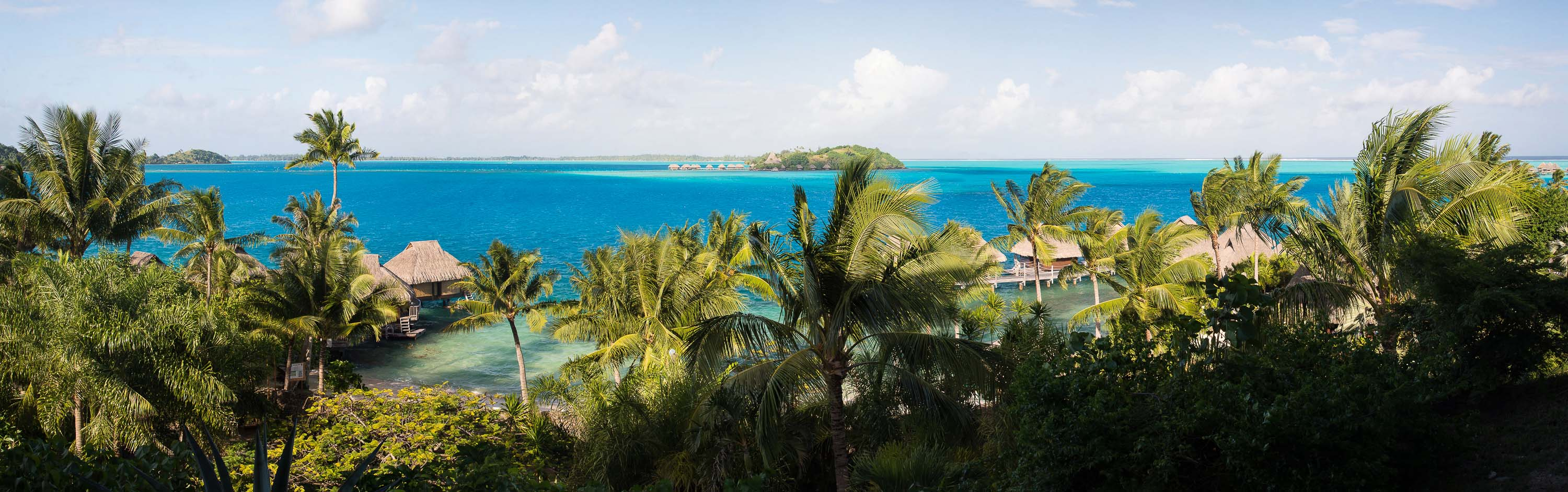
Kust van de Otemanu
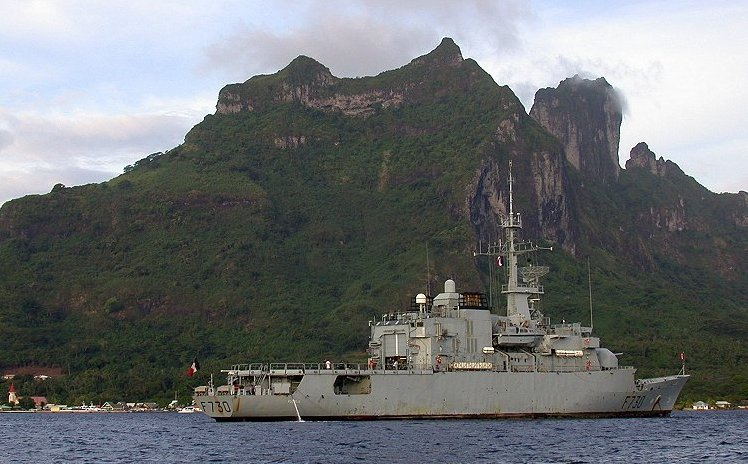
Floréal van de Franse marine in Bora Bora (2002)